# Clifton Anderson
Clifton Elliot Anderson (New York, 5 oktober 1957) is een Amerikaanse jazztrombonist.

## Biografie
Andersons moeder was zangeres en zijn vader was organist. Op 7-jarige leeftijd kocht Andersons oom, de saxofonist Sonny Rollins, zijn eerste trombone. Anderson ging naar de High School of Music and Art in New York en studeerde in 1978 af aan de Manhattan School of Music.
Anderson sloot zich aan bij de band van Rollins in 1983. Andere bands waarin hij heeft gespeeld, zijn onder andere Frank Fosters Loud Minority, Carlos Garnetts Cosmos Nucleus, Slide Hamptons World of Trombones en de bigband van McCoy Tyner. Andersons debuutalbum als leader was Landmarks, dat in 1995 werd opgenomen voor Milestone Records. Het album Decade werd rond 2008 uitgebracht door Doxy. Anderson verklaarde de moeilijkheden die hij tussen opnamen had: Oriëntatiepunten werden redelijk regelmatig op de radio gespeeld en de critici dachten dat het goed was, dus ik nam aan dat ik een optreden kon krijgen. Maar ik kreeg banen aangeboden voor zo weinig geld dat ik niet kon accepteren, al was het maar omdat ik mijn sidemen iets wilde kunnen betalen. Andersons derde album als leader was And So We Carry On van rond 2013.

## Discografie

### Als leader
- 1995: Landmarks (Milestone Records)
- 2008: Decade (Universal Records/Doxy Records)
- 2012: And So We Carry On (Daywood Drive)

### Als sideman
Met Muhal Richard Abrams
- 1989: The Hearinga Suite (Black Saint/Soul Note)

Met Geri Allen
- 2004: The Life of a Song (Telarc)

Met Lester Bowie
- 1990: Live at the 6th Tokyo Music Joy (DIW Records)

Met Robin Eubanks
- 1989: Different Perspectives (JMT)

Met Sonny Rollins
- Global Warming
- Falling in Love with Jazz
- Dancing in the Dark
- G-Man
- Sunny Days, Starry Nights
- Without a Song: The 9/11 Concert
- This Is What I Do
- Sonny, Please
- Road Shows, Vol. 1
- Road Shows, Vol. 3 (Doxy)
- Holding The Stage: Road Shows, Vol. 4 (Doxy)

- Bibliothèque nationale de France: cb139307418 (data)
- Gemeinsame Normdatei: 135066123
- International Standard Name Identifier: 0000 0000 5513 3485
- Library of Congress Control Number: n92006425
- MusicBrainz: 3823ab0e-2812-4f0b-bf16-e1bc64932fe0
- Nationale Bibliotheek van Israël: 987007447542805171
- Nederlandse Thesaurus van Auteursnamen: 073131008
- Système universitaire de documentation: 156900742
- Virtual International Authority File: 12494532
- WorldCat: E39PBJbM6GyHC3qvYpfWxJK8G3